# WFTDA Apprentice
La WFTDA Apprentice est le programme d'apprentissage de la Women's Flat Track Derby Association.

## Histoire
En juillet 2009, la WFTDA annonce son nouveau programme d'apprentissage pour les futurs ligues membres. Ce programme remplace son procédé traditionnel de demande d'adhésion. Le programme est conçu pour agir en tant que tutoriel « WFTDA 101 », et correspondent à de nouvelles ligues avec un mentor établi par la WFTDA elle-même, qui guide la ligue apprentie dans le processus et les exigences nécessaires pour devenir un membre à part entière. À la fin du programme, les ligues apprenties auront les connaissances (et les recommandations) nécessaires à l'application de la WFTDA.
En novembre 2009, la WFTDA ouvre l'adhésion à travers le monde et le London Rollergirls est devenue la première ligue en dehors de l'Amérique du Nord à se joindre en tant que membre apprenti.
En juin 2010, la WFTDA annonce le premier tournoi de la ligue de la WFTDA Apprentice, et forme deux nouvelles régions en dehors des États-Unis (Canada et Europe). Les ligues dans ces dernières régions seront en compétition dans la région des États-Unis la plus proche en attendant que la région Canada et la région Europe soit développer plus à fond.

## Ligues membres
| Ligue                             | Ville                       | Pays             | Admission       | Notes |
| --------------------------------- | --------------------------- | ---------------- | --------------- | ----- |
| Assault City Roller Derby         | Syracuse (New York)         | États-Unis       | 13 juillet 2011 |       |
| Battle Born Derby Demons          | Reno (Nevada)               | États-Unis       | 19 janvier 2010 |       |
| Cajun Rollergirls                 | Houma (Louisiane)           | États-Unis       | 5 novembre 2009 |       |
| Cedar Rapids RollerGirls          | Cedar Rapids (Iowa)         | États-Unis       | 31 janvier 2012 |       |
| Cen-Tex Rollergirls               | Temple (Texas)              | États-Unis       | 31 janvier 2012 |       |
| Central California Area Derby     | Fresno (Californie)         | États-Unis       | 13 janvier 2011 |       |
| Chattanooga Rollergirls           | Chattanooga (Tennessee)     | États-Unis       | 8 avril 2010    |       |
| Cheyenne Capidolls                | Cheyenne (Wyoming)          | États-Unis       | 31 janvier 2012 |       |
| Circle City Derby Girls           | Indianapolis (Indiana)      | États-Unis       | 13 avril 2011   |       |
| Crime City Rollers                | Malmö                       | Suède            | 13 juillet 2011 |       |
| El Paso Roller Derby              | El Paso (Texas)             | États-Unis       | 31 janvier 2012 |       |
| Flint City Derby Girls            | Flint (Michigan)            | États-Unis       | 13 janvier 2011 |       |
| Gem City Rollergirls              | Dayton (Ohio)               | États-Unis       | Novembre 2010   |       |
| Glasgow Roller Girls              | Glasgow (Écosse)            | Royaume-Uni      | 13 juillet 2011 |       |
| Grand Junction Roller Girls       | Grand Junction (Colorado)   | États-Unis       | 27 octobre 2011 |       |
| Greater Toronto Area Rollergirls  | Toronto (Ontario)           | Canada           | 13 juillet 2011 |       |
| Harbor City Roller Dames          | Duluth (Minnesota)          | États-Unis       | 27 octobre 2011 |       |
| Helsinki Roller Derby             | Helsinki                    | Finlande         | 13 juillet 2011 |       |
| Hub City Derby Dames              | Hattiesburg (MS)            | États-Unis       | 8 juillet 2010  |       |
| Kokeshi Rollerdolls               | Okinawa                     | Japon            | 27 octobre 2011 |       |
| Lafayette Brawlin' Dolls          | Lafayette (Indiana)         | États-Unis       | 8 juillet 2010  |       |
| Lake City Roller Dolls            | Warsaw (Indiana)            | États-Unis       | 13 janvier 2011 |       |
| Leeds Roller Dolls                | Leeds                       | Angleterre       | 31 janvier 2012 |       |
| Lincolnshire Bombers Roller Girls | Lincoln (Angleterre)        | Royaume-Uni      | 13 juillet 2011 |       |
| Little Steel Derby Girls          | Niles (Ohio)                | États-Unis       | 27 octobre 2011 |       |
| Mid Michigan Derby Girls          | Clio (Michigan)             | États-Unis       | 5 novembre 2009 |       |
| Monterey Bay Derby Dames          | Monterey (Californie)       | États-Unis       | 13 juillet 2011 |       |
| NOtown Roller Derby               | Fresno (Californie)         | États-Unis       | 31 janvier 2012 |       |
| Paradise Rollergirls              | Hilo (Hawaï)                | États-Unis       | 13 avril 2011   |       |
| Paris Rollergirls                 | Paris                       | France           | 5 octobre 2010  |       |
| Pirate City Rollers               | Auckland                    | Nouvelle-Zélande | 27 octobre 2011 |       |
| Portneuf Valley Bruisers          | Pocatello (Idaho)           | États-Unis       | 13 juillet 2011 |       |
| Quad City Rollers                 | Bettendorf (Iowa)           | États-Unis       | 13 juillet 2011 |       |
| Radioactive City RollerGirls      | Paducah (Kentucky)          | États-Unis       | 13 avril 2011   |       |
| Richland County Regulators        | Columbia (Caroline du Sud)  | États-Unis       | 13 juillet 2011 |       |
| Rideau Valley Roller Girls        | Ottawa (Ontario)            | Canada           | 13 janvier 2011 |       |
| River Valley Rollergirls          | Fort Smith (Arkansas)       | États-Unis       | 31 janvier 2012 |       |
| Rock Coast Rollers                | Rockland (Maine)            | États-Unis       | 27 octobre 2011 |       |
| Rollergirls of Central Kentucky   | Lexington (Kentucky)        | États-Unis       | 31 janvier 2012 |       |
| Route 66 Roller Derby             | Amarillo (Texas)            | États-Unis       | 5 novembre 2009 |       |
| Royal Windsor Roller Girls        | Windsor (Angleterre)        | Royaume-Uni      | 13 juillet 2011 |       |
| Rubber City Rollergirls           | Akron (Ohio)                | États-Unis       | 19 janvier 2010 |       |
| Sac City Rollers                  | Sacramento (Californie)     | États-Unis       | 13 avril 2011   |       |
| St. Chux Derby Chix               | O'Fallon (Missouri)         | États-Unis       | 27 octobre 2011 |       |
| Sick Town Derby Dames             | Corvallis (Oregon)          | États-Unis       | 9 décembre 2009 |       |
| Soul City Sirens                  | Augusta (Géorgie)           | États-Unis       | 13 juillet 2011 |       |
| South Bend Roller Girls           | South Bend (Indiana)        | États-Unis       | 13 juillet 2011 |       |
| Southern Oregon Rollergirls       | Medford (Oregon)            | États-Unis       | 13 avril 2011   |       |
| Star City Roller Girls            | Roanoke (Virginie)          | États-Unis       | 27 octobre 2011 |       |
| Stateline Roller Derby Divas      | Beloit (Wisconsin)          | États-Unis       | 13 avril 2011   |       |
| Stuttgart Valley Rollergirls      | Stuttgart (Bade-Wurtemberg) | Allemagne        | 27 octobre 2011 |       |
| Tulsa Derby League                | Sand Springs (Oklahoma)     | États-Unis       | 27 octobre 2011 |       |
| West Coast Derby Knockouts        | Ventura (Californie)        | États-Unis       | 31 janvier 2012 |       |

## Anciennes ligues
| Ligue                              | Ville                         | Pays        | Admission          | Promu en WFTDA     | Notes                 |
| ---------------------------------- | ----------------------------- | ----------- | ------------------ | ------------------ | --------------------- |
| Ark Valley High Rollers            | Salida (Colorado)             | États-Unis  | 13 avril 2011      | 1er décembre 2011  |                       |
| Auld Reekie Roller Girls           | Édimbourg (Écosse)            | Royaume-Uni | 5 octobre 2010     | 1er septembre 2011 |                       |
| Babe City Rollers                  | Bemidji (Minnesota)           | États-Unis  | 8 juillet 2010     | 1er juin 2011      |                       |
| Bear City Roller Derby             | Berlin                        | Allemagne   | 5 octobre 2010     | 1er mars 2012      |                       |
| Black-n-Bluegrass Rollergirls      | Latonia (Kentucky)            | États-Unis  | 8 avril 2010       | 1er mars 2012      |                       |
| Black Rose Rollers                 | Hanover (Pennsylvanie)        | États-Unis  | 31 janvier 2012    | 3 décembre 2012    |                       |
| Blue Ridge Rollergirls             | Asheville (Caroline du Nord)  | États-Unis  | 5 octobre 2010     | 1er mars 2012      |                       |
| Cape Fear Roller Girls             | Wilmington (Caroline du Nord) | États-Unis  | 8 juillet 2010     | 1er juin 2011      |                       |
| Castle Rock n Rollers              | Castle Rock (Colorado)        | États-Unis  | 8 avril 2010       | 1er juin 2011      |                       |
| Central City Rollergirls           | Birmingham (Angleterre)       | Royaume-Uni | 13 juillet 2011    | 1er mars 2012      |                       |
| Central New York Roller Derby      | Utica (New York)              | États-Unis  | 1er septembre 2009 | 1er septembre 2010 |                       |
| Charlotte Rollergirls              | Charlotte (Caroline du Nord)  | États-Unis  | 8 avril 2010       | 1er juin 2011      |                       |
| Charlottesville Derby Dames        | Charlottesville (Virginie)    | États-Unis  | 31 janvier 2012    | 3 décembre 2012    |                       |
| Cherry City Derby Girls            | Salem (Oregon)                | États-Unis  | 8 juillet 2010     | 3 décembre 2012    |                       |
| Chicago Outfit Roller Derby        | Chicago (Illinois)            | États-Unis  | 1er septembre 2009 | 17 juin 2010       |                       |
| Choice City Rebels                 | Fort Collins (Colorado)       | États-Unis  | 8 juillet 2010     | 1er mars 2011      |                       |
| Classic City Rollergirls           | Athens (Géorgie)              | États-Unis  | 13 janvier 2011    | 1er mars 2012      |                       |
| Columbia Quad Squad                | Columbia (Caroline du Sud)    | États-Unis  | 13 avril 2011      | 1er mars 2012      |                       |
| CoMo Derby Dames                   | Columbia (Missouri)           | États-Unis  | 8 juillet 2010     | 1er mars 2012      |                       |
| Demolition City Roller Derby       | Evansville (Indiana)          | États-Unis  | 1er septembre 2009 | 17 juin 2010       |                       |
| Derby Revolution of Bakersfield    | Bakersfield (Californie)      | États-Unis  | 9 décembre 2009    | 1er décembre 2010  |                       |
| Des Moines Derby Dames             | Des Moines (Iowa)             | États-Unis  | 5 octobre 2010     | 1er septembre 2011 |                       |
| Diamond State Roller Girls         | Wilmington (Delaware)         | États-Unis  | 19 janvier 2010    | 3 décembre 2012    |                       |
| Dockyard Derby Dames               | Tacoma (Washington)           | États-Unis  | 19 janvier 2010    | 1er décembre 2010  |                       |
| Eastern Iowa Outlaws               | Dubuque (Iowa)                | États-Unis  | 13 avril 2011      | —                  | A quitté le programme |
| Fairbanks Rollergirls              | Fairbanks (Alaska)            | États-Unis  | 8 avril 2010       | 1er juin 2011      |                       |
| Fargo Moorhead Derby Girls         | Fargo (Dakota du Nord)        | États-Unis  | 13 avril 2011      | 1er mars 2012      |                       |
| Fox Cityz Foxz                     | Oshkosh (Wisconsin)           | États-Unis  | 6 octobre 2009     | 1er septembre 2010 |                       |
| Gainesville Roller Rebels          | Gainesville (Floride)         | États-Unis  | 31 janvier 2012    | 3 décembre 2012    |                       |
| Garden State Rollergirls           | Newark (New Jersey)           | États-Unis  | 1er septembre 2009 | 17 juin 2010       |                       |
| Gent Go Go Rollergirls             | Gand                          | Belgique    | 13 janvier 2011    | 3 décembre 2012    |                       |
| Glass City Rollers                 | Toledo (Ohio)                 | États-Unis  | 8 avril 2010       | 1er mars 2012      |                       |
| Gold Coast Derby Grrls             | Fort Lauderdale (Floride)     | États-Unis  | 8 juillet 2010     | 1er mars 2011      |                       |
| Green Mountain Derby Dames         | Burlington (Vermont)          | États-Unis  | 6 octobre 2009     | 1er septembre 2010 |                       |
| Hellions of Troy Roller Derby      | Saratoga Springs (New York)   | États-Unis  | 27 octobre 2011    | 3 décembre 2012    |                       |
| Hudson Valley Horrors Roller Derby | Kingston (New York)           | États-Unis  | 5 novembre 2009    | 1er décembre 2010  |                       |
| Humboldt Roller Derby              | Eureka (Californie)           | États-Unis  | 8 avril 2010       | 10 janvier 2012    |                       |
| ICT Rollergirls                    | Wichita (Kansas)              | États-Unis  | 6 octobre 2009     | 17 juin 2010       |                       |
| Ithaca League of Women Rollers     | Ithaca (New York)             | États-Unis  | 13 janvier 2011    | 1er septembre 2011 |                       |
| Jacksonville Rollergirls           | Jacksonville (Floride)        | États-Unis  | 6 octobre 2009     | 1er décembre 2010  |                       |
| Jersey Shore Roller Girls          | Toms River (New Jersey)       | États-Unis  | 5 octobre 2010     | 1er septembre 2011 |                       |
| Junction City Rollergirls          | Ogden (Utah)                  | États-Unis  | 8 avril 2010       | 1er mars 2011      |                       |
| Killamazoo Derby Darlins           | Kalamazoo (Michigan)          | États-Unis  | 6 octobre 2009     | 1er septembre 2010 |                       |
| Lehigh Valley Roller Girls         | Allentown (Pennsylvanie)      | États-Unis  | 1er septembre 2009 | 1er septembre 2010 |                       |
| Lilac City Rollergirls             | Spokane (Washington)          | États-Unis  | 8 juillet 2010     | 1er mars 2012      |                       |
| Little City Rollergirls            | Johnson City (Tennessee)      | États-Unis  | 8 juillet 2010     | 1er septembre 2011 |                       |
| London Rollergirls                 | Londres (Angleterre)          | Royaume-Uni | 5 novembre 2009    | 17 juin 2010       |                       |
| Lowcountry High Rollers            | Charleston (Caroline du Sud)  | États-Unis  | 13 janvier 2011    | 1er décembre 2011  |                       |
| McLean County Missfits             | Danvers (Illinois)            | États-Unis  | 13 juillet 2011    | 3 décembre 2012    |                       |
| Magnolia Roller Vixens             | Jackson (Mississippi)         | États-Unis  | 13 janvier 2011    | 3 décembre 2012    |                       |
| Mason Dixon Roller Vixens          | Frederick (Maryland)          | États-Unis  | 8 avril 2010       | 1er mars 2012      |                       |
| Mid Iowa Rollers                   | Des Moines (Iowa)             | États-Unis  | 5 octobre 2010     | 1er décembre 2011  |                       |
| Mississippi Valley Mayhem          | La Crosse (Wisconsin)         | États-Unis  | 19 janvier 2010    | 3 décembre 2012    |                       |
| Mississippi Rollergirls            | Ocean Springs (MS)            | États-Unis  | 27 octobre 2011    | 3 décembre 2012    |                       |
| New Hampshire Roller Derby         | Nashua (New Hampshire)        | États-Unis  | 1er septembre 2009 | 17 juin 2010       |                       |
| NEO Rock n' Rollergirls            | Akron (Ohio)                  | États-Unis  | 1er septembre 2009 | 1er septembre 2010 |                       |
| NRV Rollergirls                    | Christiansburg (Virginie)     | États-Unis  | 8 juillet 2010     | 1er décembre 2011  |                       |
| Oklahoma City Roller Derby         | Oklahoma City (Oklahoma)      | États-Unis  | 8 juillet 2010     | 1er mars 2011      |                       |
| Old Capitol City Roller Girls      | Iowa City (Iowa)              | États-Unis  | 5 octobre 2010     | 10 janvier 2012    |                       |
| Paper Valley Rollergirls           | Appleton (Wisconsin)          | États-Unis  | 5 novembre 2009    | 17 juin 2010       |                       |
| Pueblo Derby Devil Dollz           | Pueblo (Colorado)             | États-Unis  | 5 novembre 2009    | 1er septembre 2010 |                       |
| Queen City Roller Girls            | Buffalo (New York)            | États-Unis  | 9 décembre 2009    | 1er septembre 2010 |                       |
| Rage City Rollergirls              | Anchorage (Alaska)            | États-Unis  | 8 avril 2010       | 1er mars 2011      |                       |
| Rainy City Roller Dolls            | Centralia (Washington)        | États-Unis  | 13 avril 2011      | 3 décembre 2012    |                       |
| Red Stick Roller Derby             | Bâton-Rouge (Louisiane)       | États-Unis  | 8 juillet 2010     | 1er décembre 2011  |                       |
| Roc City Roller Derby              | Rochester (New York)          | États-Unis  | 13 janvier 2011    | 1er septembre 2011 |                       |
| Rockford Rage Women's Roller Derby | Rockford (Illinois)           | États-Unis  | 1er septembre 2009 | 17 juin 2010       |                       |
| Rocktown Rollers                   | Harrisonburg (Virginie)       | États-Unis  | 8 juillet 2010     | 1er juin 2011      |                       |
| Rollergirls of Southern Indiana    | Evansville (Indiana)          | États-Unis  | 1er septembre 2009 | 17 juin 2010       |                       |
| Santa Cruz Derby Girls             | Santa Cruz (Californie)       | États-Unis  | 9 décembre 2009    | 1er septembre 2010 |                       |
| Silicon Valley Roller Girls        | San José (Californie)         | États-Unis  | 1er septembre 2009 | 17 juin 2010       |                       |
| Sioux City Roller Dames            | Sioux City (Iowa)             | États-Unis  | 13 avril 2011      | 1er mars 2012      |                       |
| So Cal Roller Derby                | San Diego (Californie)        | États-Unis  | 31 janvier 2012    | 3 décembre 2012    |                       |
| Sonoma County Roller Derby         | Santa Rosa (Californie)       | États-Unis  | 6 octobre 2009     | 1er décembre 2010  |                       |
| Southern Illinois Rollergirls      | Marion (Illinois)             | États-Unis  | 13 janvier 2011    | 10 janvier 2012    |                       |
| Spindletop Roller Girls            | Beaumont (Texas)              | États-Unis  | 19 janvier 2010    | 1er décembre 2010  |                       |
| Springfield Rollergirls            | Springfield (Missouri)        | États-Unis  | 8 avril 2010       | 1er juin 2011      |                       |
| Stockholm Roller Derby             | Stockholm                     | Suède       | 27 octobre 2011    | 3 décembre 2012    |                       |
| Terminal City Rollergirls          | Vancouver (CB)                | Canada      | 5 octobre 2010     | 1er mars 2011      |                       |
| Toronto Roller Derby               | Toronto (Ontario)             | Canada      | 8 juillet 2010     | 1er juin 2011      |                       |
| Tragic City Rollers                | Birmingham (Alabama)          | États-Unis  | 5 octobre 2010     | 1er mars 2012      |                       |
| Treasure Valley Rollergirls        | Boise (Idaho)                 | États-Unis  | 8 avril 2010       | 1er septembre 2011 |                       |
| Tri-City Rollergirls               | Kitchener (Ontario)           | Canada      | 8 avril 2010       | 1er décembre 2010  |                       |
| Twin City Derby Girls              | Champaign (Illinois)          | États-Unis  | 8 juillet 2010     | 1er mars 2012      |                       |
| Victorian Roller Derby League      | Melbourne (Victoria)          | Australie   | 13 janvier 2011    | 1er décembre 2011  |                       |
| Wasatch Roller Derby               | Salt Lake City (Utah)         | États-Unis  | 6 octobre 2009     | 17 juin 2010       |                       |